# Den glade enke i Trangvik
Den Glade enke i Trangvik er en norsk stumfilm fra 1927. Den er instrueret og manuskriptet er skrevet af Harry Ivarson. Han lavede manuskriptet baseret på stof fra satiremagasinet Trangviksposten af Jacob Hilditch.